# 晋城二仙庙
35°30′01″N 112°57′59″E / 35.50028°N 112.96639°E
晋城二仙庙位于中国山西省晋城市泽州县（原晋城市郊区）金村镇小南村，又称小南村二仙庙，已列为第四批全国重点文物保护单位。

## 历史
二仙庙始建于北宋绍圣四年（1097年），元明清均有修葺。

## 建筑
整体建筑坐北朝南，占地面积1232平方米，中轴线上有山门、过厅、献殿、正殿等建筑。其中正殿为宋代遗物，余为明清所建。正殿面阔进深均为三间，面积126.9平方米，单檐歇山顶，内有宋代二仙泥像。

## 保护
1996年11月20日，晋城二仙庙由中华人民共和国国务院公布为第四批全国重点文物保护单位，编号4-0097-3-019。

## 衍生
在游戏《黑神话悟空》中，出现了以晋城二仙庙的木作“天宫楼阁”为原型的布景。